# Ai Death Gun デスガンラジオ
Ai Death Gun デスガンラジオ（アイデス・ガン デスガンラジオ）は、音泉、BEWE及びランティスウェブラジオで配信されているインターネットラジオ番組。
音泉では毎週水曜日、ランティスウェブラジオでは毎週木曜日に更新される。
オリジナルドラマCD及び小説・漫画『Ai Death GUN』を応援する為の番組である。
2008年12月25日配信の第116回を最後に番組終了し、現在はランティスウェブラジオでのみ過去に配信された第112回から第116回までを聞く事が出来る。
最終回である第116回では時間を拡大して最終回スペシャルとして生電話企画が行われた。
リスナーと、パーソナリティの二人で答えを合わせる『一発で合いますガン・生電話』が実現。
2009年2月4日には、第1回から第116回までのダイジェスト（新録部分も含む）としてDJCDが発売された。

## パーソナリティ
- 檜山修之（鷺宮レイジ役）
- 森川智之（美嬢ヤシキ役）

## コーナー
- 「ふつおた」（リスナーから送られてきた、作品の感想や質問などを読む）
- 「俺達のデスガンな日々」（リスナーから送られてきたタイトルで、パーソナリティの2人がミニドラマを演じる）
- 「もしものAi」（リスナーから送られてきた架空の恋愛相談を、パーソナリティが真剣にアドバイスする）
- 「一発で合いますガン」（リスナーから送られてきたお題の答えを、パーソナリティの2人が一発で合わす）
- 「不死管理警察・極東管区・東都署……セツナ課」（リスナーが、身の回りで起こった切ない出来事を報告する）

## ゲスト
- 第3回・第4回・35回・36回 宮田幸季
- 第10回 井上和彦
- 第23回・第24回 鳥海浩輔
- 第25回・第26回 斎賀みつき
- 第116回 井上和彦・宮田幸季・宇垣秀成

## ドラマCD
- Ai DeathGUN #1 〜古より魂を込めて〜 2006.12.21発売
- Ai DeathGUN #2 〜美しき死には花束を〜2007.03.27発売
- Ai DeathGUN #3 〜瞳にうつすは蜜月の誘い〜 2007.07.25発売
- Ai DeathGUN #4 〜空に跳ねるアラルガンドの雨音〜 2007.10.24発売
- Ai DeathGUN #5 〜マリアージュは永遠の隣〜 2008.02.27発売
- Ai DeathGUN #6 〜女神の口づけをオリオンに〜 2008.09.26発売

## DJCD
- Ai Death GUN RADIO・CD 2009.02.04発売

## 文庫
- Aiデス・ガン　〜古より愛を込めて〜
- Aiデス・ガン　〜愛しき死には花束を〜
- Aiデス・ガン　〜瞳に映すは月の慰め〜
- Aiデス・ガン　〜その男たち、無制限〜
- Aiデス・ガン　〜地に跳ねるカランドの雨音〜
- Aiデス・ガン　〜オリオンを射抜け、愛〜

著者：夜木まゆ・エンターブレイン刊

## コミックス
- Ai DeathGUN

著者：山田ぼたん

## ドラマCDキャスト
- 【不死管理警察・極東管区東都署・捜査一課】

鷺宮レイジ　/　檜山修之
美嬢ヤシキ　/　森川智之
高尾イオタ　/　宮田幸季
カルマル・水沼・シン　/　井上和彦
大澤ムジカ　/　本田貴子
美嬢アオ　/　斎賀みつき
- 【不死管理警察・本庁刑事】

アレス　/　諏訪部順一
シュシュ　/　保村真
- 【アルテミス】

エクストラ　/　宇垣秀成
マイヤ　/　鳥海浩輔
ケラ　/　岸尾大輔
アルキオン　/　鈴村健一
タイタ　/　高橋広樹
アステロベ&メロベ　/　甲斐田ゆき&斎藤千和
- 【不死管理委員会】

男A　/　?
男B　/　?
男C　/　?
男D　/　?

## 物語の概要
200X年、巨大な隕石と月が衝突し、砕かれた月の欠片は地球に降り注いだ。
月の欠片に付着していた未知なるタンパク質『ネクタル』によって人々は不死と化し、自らを「新たなる種」と呼ぶアルテミスは古い種である人間を滅ぼすための戦争を起こした。
不死管理警察・極東管区東都署に所属する美嬢ヤシキ、鷺宮レイジは、アルテミスを唯一倒す事の出来る武器、己の魂を込めて放つ『デスガン』を手にアルテミスと死闘を繰り広げる。
ヤシキとレイジ二人の男の友情と彼らを取り巻く者たちの物語。